# 大長軒食品工業
大長軒食品工業株式会社（だいちょうけんしょくひんこうぎょう）は、東京都江東区に本社を置く製麺の企業である。

## 沿革
- 1953年 - 設立

## 事業所
- 東京都江東区亀戸7-4-15